# 陆炜 (球员)
陆炜（1973年2月6日—），是一名已经退役的中国足球运动员，主要担负中场防守职责。
陆炜是上海申花建队时被选入球队的原上海队球员，但是第一年联赛只有多次替补出场的机会，次年即转投刚刚升入甲B联赛的上海大顺。1999年，刚刚降级的球队被并入上海浦东，此后陆炜一直在球队效力到退役。